# Chiloglanis paratus
Chiloglanis paratus és una espècie de peix de la família dels mochòkids i de l'ordre dels siluriformes.
Els mascles poden assolir els 8,5 cm de llargària total.
Es troba a Àfrica: riu Limpopo.